# Coryphopteris kolombangarae
Coryphopteris kolombangarae är en kärrbräkenväxtart som beskrevs av Holtt. Coryphopteris kolombangarae ingår i släktet Coryphopteris och familjen Thelypteridaceae. Inga underarter finns listade.